# Фишово (Тверская область)
Фишово (Фишево) — деревня в Андреапольском районе Тверской области. Входит в Хотилицкое сельское поселение.

## География
Расположена примерно в 6 верстах к северо-востоку от села Хотилицы на берегу речки Городня.

## История
В конце XIX — начале XX века деревня в Торопецком уезде Псковской губернии.

## Население
| 2002 | 2010 |
| ---- | ---- |
| 2    | ↘0   |